# الخزنة (جازان)
قرية الخزنة هي قرية صغيرة تقع جنوب محافظة أبي عريش التابعة لمنطقة جازان الواقعة جنوب غرب السعودية. وتبعد عن الطريق الذي يربط أبي عريش بأحد المسارحة قرابة العشرة كيلو مترات من الغرب وأقرب ماتكون لمستشفى الملك فهد حيث تبعد عنه تقريباً ثمانية كيلو مترات جنوب شرق، ويوجد بها مركز صحي ومدرسة ابتدائية وتعتبر القرية ملتقى العديد من الطرق. يعمل أغلب سكانها في الوظائف الحكومية وعدد قليل منهم ما زال يزاول الزراعة وتربية المواشي.